# Artilharia autopropulsada

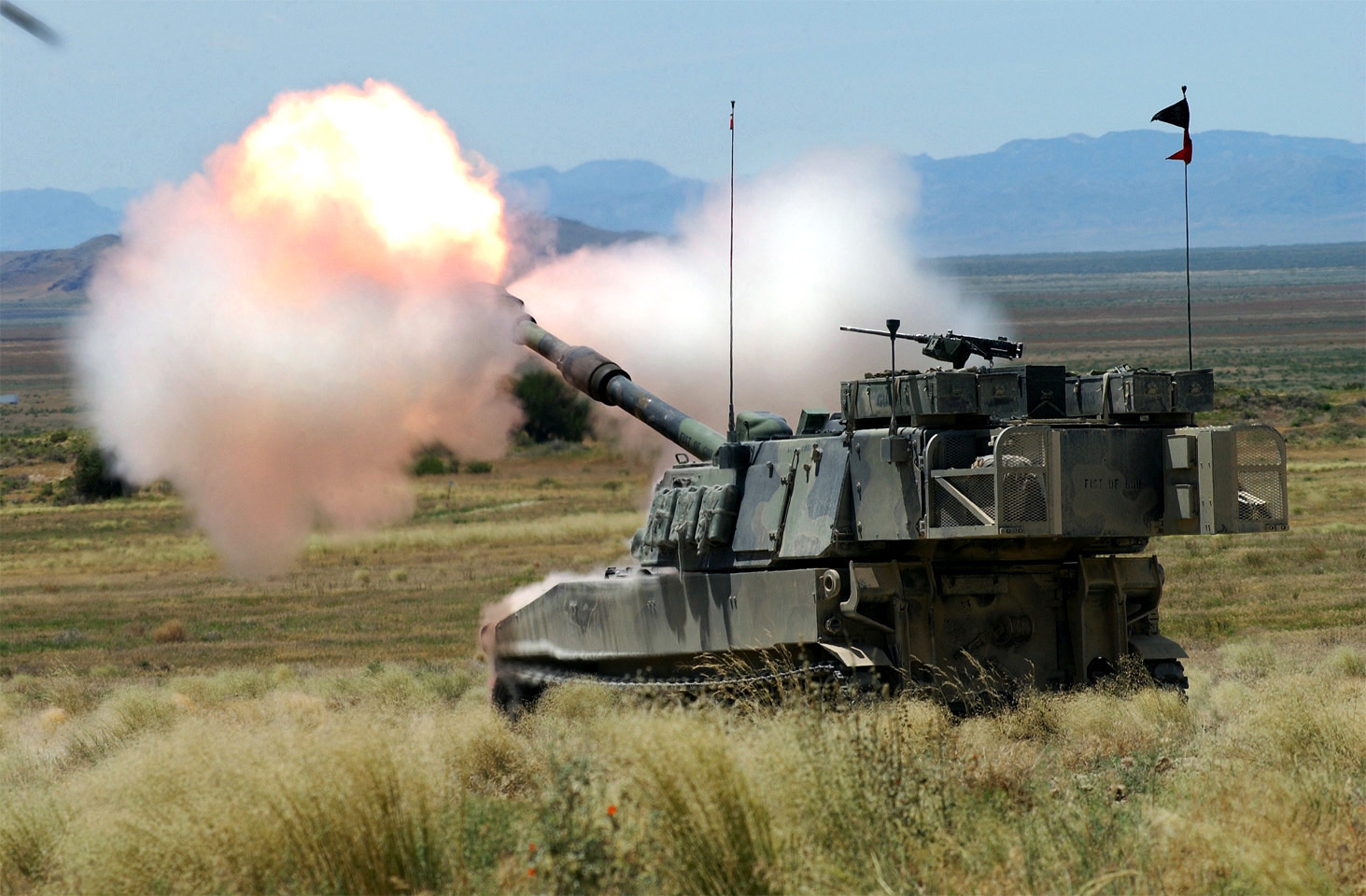
Disparo de um obus autopropulsado de 155 mm M109A6 Paladin do Exército dos Estados Unidos.

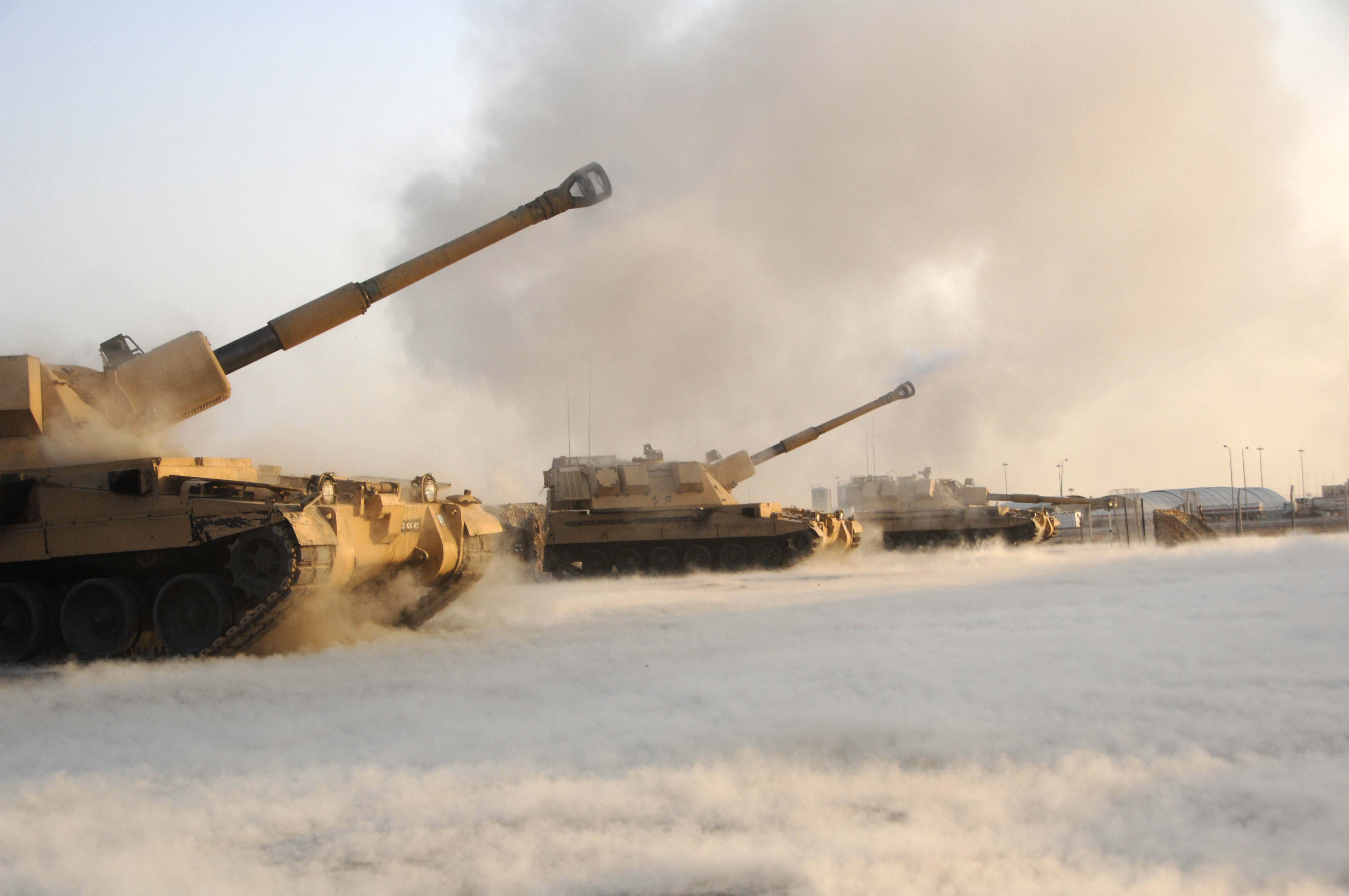
Obuses autopropulsados AS-90 do Exército Britânico.

A artilharia autopropulsada (AP) ou artilharia automotora consiste na artilharia de grande mobilidade, equipada com armas montadas em veículos terrestres, que podem disparar a partir deles. Este tipo de armas inclui, normalmente, tanto as peças de artilharia, morteiros e obuses autopropulsados, como os lançadores autopropulsados de mísseis e foguetes. Os veículos de artilharia autopropulsada são plataformas de armas de alta mobilidade, frequentemente montados sobre lagartas, que servem de reparo a uma arma de artilharia usada normalmente em tiro indireto.
No passado, a artilharia AP incluía também sistemas de armas de tiro direto, incluindo os canhões de assalto e os caça-carros de combate. Estes, baseavam-se em veículos pesadamente blindados, os primeiros fornecendo apoio de fogo direto à infantaria e os segundo atuando como veículos especializados anticarro.
A maioria dos modernos veículos de artilharia AP assemelha-se, superficialmente, a um carro de combate, mas é, geralmente, menos blindada, não suportando um tiro direto de arma pesada. Contudo, é suficientemente blindado para proteger a sua guarnição contra o fogo de armas ligeiras e contra estilhaços de granadas, dispondo assim da mesma capacidade de proteção de um normal veículo blindado de transporte de pessoal. A maioria deles está equipada com metralhadoras para defesa imediata contra aeronaves e contra a infantaria inimiga.
A grande vantagem da artilharia AP sobre a artilharia rebocada é a sua capacidade de entrar e sair da posição de tiro com muito maior rapidez. Para entrar em posição, uma unidade de tiro de artilharia rebocada tem que parar, desatrelar do veículo trator e prepará-la para disparar. Para sair da posição têm que ser feitos os passos contrários. Por comparação, uma unidade de tiro de artilharia AP apenas precisa de parar e já está em posição de tiro. Depois de disparar, pode mover-se logo para outra posição. Esta possibilidade é bastante útil num combate móvel, permitindo-lhe acompanhar as tropas de manobra (infantaria e carros de combate) e é também bastante útil para fugir ao fogo da artilharia inimiga.
Já, as desvantagens da artilharia AP, em relação à artilharia rebocada, são os custos superiores de aquisição e manutenção do material, além do seu peso superior, limitando o seu transporte estratégico e a sua capacidade de operar em locais de difícil acesso. Por isso mesmo, as armas de artilharia AP ainda estão em minoria em relação às de artilharia rebocada, nos arsenais da maioria dos exércitos.

## História

### Precursores

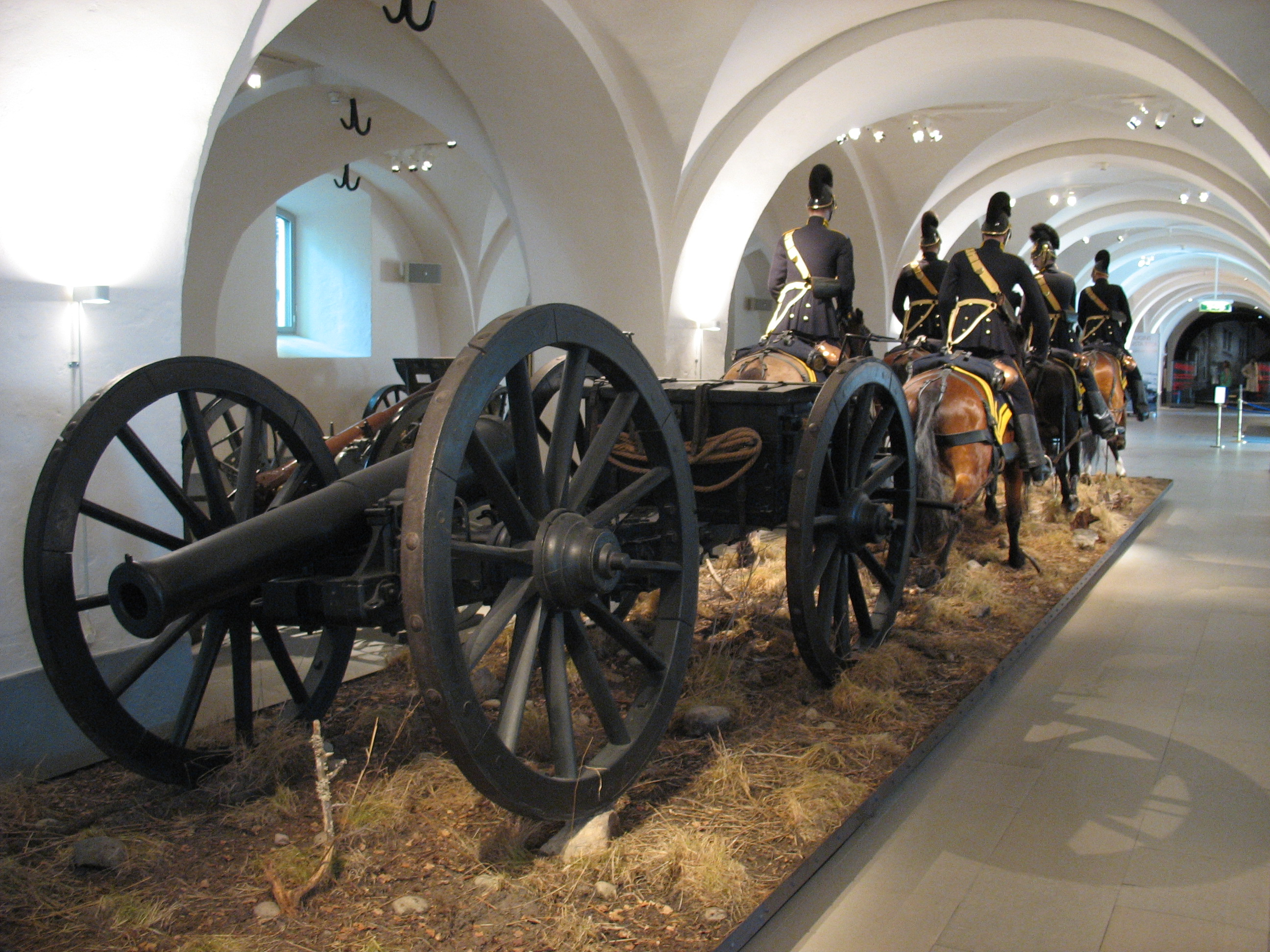
Modelo em tamanho real de uma unidade de tiro de artilharia a cavalo do Exército da Suécia, no século XIX.

A antiga artilharia a cavalo é, talvez, a mais direta precursora da moderna artilharia autopropulsada. Durante a Guerra dos Trinta Anos, no início do século XVII, foram feitas experiências com tipos primitivos de artilharia a cavalo. Foram organizadas batarias de peças ligeiras de campanha, rebocadas por cavalos e cujos serventes montavam todos a cavalo. Os serventes eram treinados para desmontar rapidamente, posicionar a peça e abrir fogo. A artilharia a cavalo destinava-se a dar apoio direto às unidades de manobra de cavalaria e a atuar como uma reserva móvel e flexível de um exército em campanha. No início do século XVIII, o Exército Russo organizou pequenas unidades de artilharia a cavalo que eram distribuídas pelas suas grandes unidades de cavalaria. Apesar de não se organizarem em grandes batarias e de só empregarem peças ligeiras de 3 e de 2 libras, demonstraram à mesma a sua eficácia, infligindo sérias perdas às unidades prussianas na Guerra dos Sete Anos. Isto, inspirou Frederico II da Prússia a organizar a primeira unidade regular de artilharia a cavalo em 1759. Também outras nações se aperceberam rapidamente das capacidades da nova arma e, durante a década de 1790, foram formadas unidades regulares de artilharia a cavalo na Áustria, França, Grã-Bretanha, Hanôver, Portugal, Rússia e Suécia. A artilharia a cavalo foi empregue durante as Guerras Napoleónicas e continuou a sê-lo durante todo o século XIX e o princípio do século XX. A artilharia a cavalo começou a tornar-se obsoleta durante a Primeira Guerra Mundial, mas alguns exércitos ainda a mantiveram até à Segunda Guerra Mundial.

### Primeira Guerra Mundial

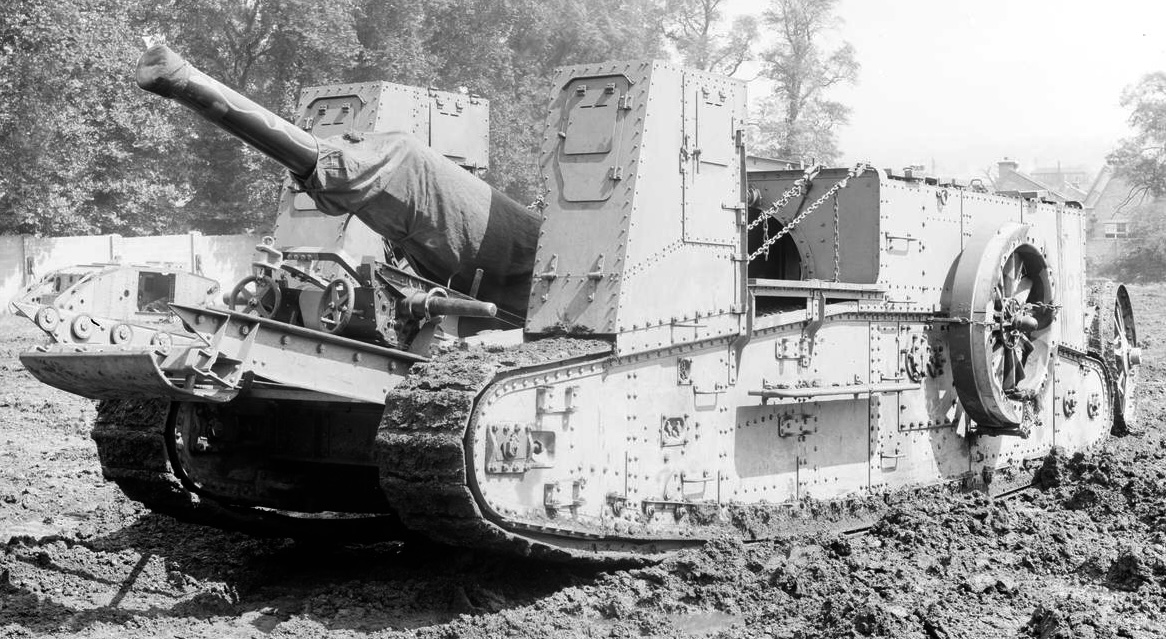
Peça AP de 60 libras Gun Carrier Mark I do Exército Britânico, na Primeira Guerra Mundial.

Durante a Primeira Guerra, a tração a cavalo da artilharia foi substituída, em larga escala, pela tração mecânica.
O primeiro exemplo de uma peça de artilharia autopropulsada foi o Gun Carrier Mark I, desenvolvido pelos Britânicos em 1917. Baseava-se no primeiro carro de combate britânico, o "tanque" Mark I, sendo armado com uma peça de campanha de 5 libras (127 mm). A peça poderia ser disparada a partir do veículo ou removida e posicionada como uma peça normal. O Gun Carrier Mark I começou a substituir, ou pelos menos complementar, não só as unidades de tiro de artilharia a cavalo, mas mesmo as de artilharia rebocada por meios automóveis. Além disso, as armas podiam agora ser usadas de uma forma diferente da tradicional.

### Período entre-guerras
O grande passo seguinte, no desenvolvimento da artilharia autopropulsada, foi o aparecimento da Birch Gun, desenvolvida pelos Britânicos para a sua Força Mecanizada Experimental. Este engenho era constituído por um chassis do estilo de um carro de combate que tinha montada uma peça de campanha, capaz de efetuar tiro tanto nas usuais trajetórias de artilharia, como capaz de efetuar tiro de elevado ângulo contra aeronaves. Foi projetado como parte de uma abordagem geral da guerra, onde todas as armas - incluindo a infantaria e a artilharia - deveriam ser capazes de operar no mesmo terreno que os carros de combate. O Exército Vermelho também fez experiências com artilharia montada em camiões e carros de combate, mas não produziu nenhum exemplar em quantidades significativas.

### Segunda Guerra Mundial

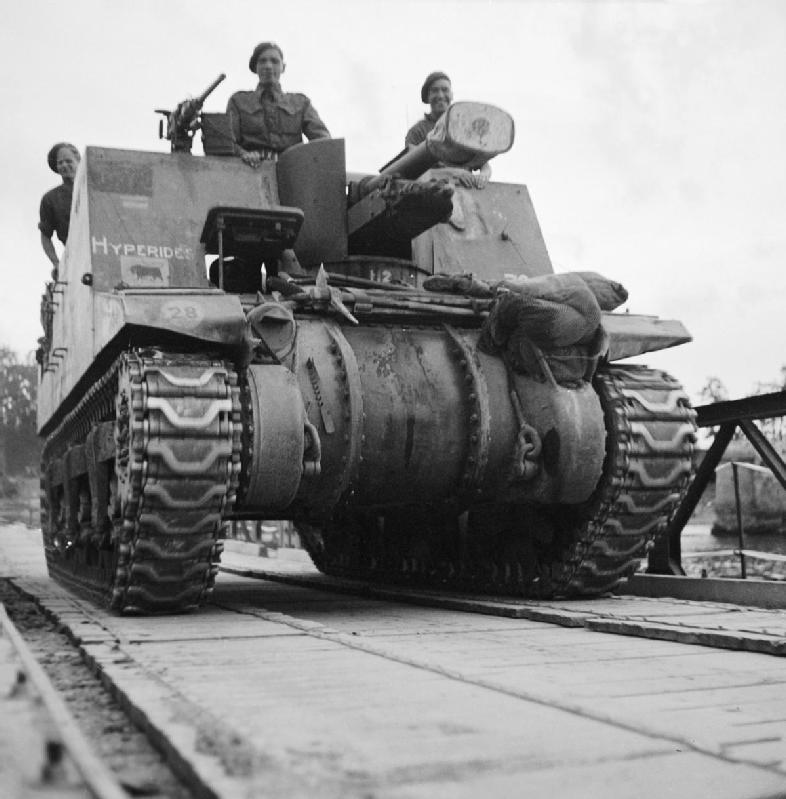
Obus AP de 25 libras Sexton do Exército Britânico, na Segunda Guerra Mundial.

No início da Segunda Guerra Mundial, virtualmente toda a artilharia ainda se deslocava através da tração automóvel ou mesmo ainda da tração animal. Apesar da doutrina alemã da Blitzkrieg implicar uma ação de armas combinadas, que necessitava de apoio de fogo para as unidades blindadas, durante as invasões da Polónia e da França esse apoio de fogo foi dado pela Luftwaffe, com bombardeiros de mergulho Stuka a atuarem eficientemente como artilharia.
À medida que a guerra prosseguia, a maioria dos participantes desenvolveu artilharia autopropulsada. Algumas tentativas iniciais consistiram em pouco mais do que colocar uma peça de campanha ou um canhão anticarro montado sobre um caminhão. O passo seguinte foi a montagem das armas sobre um chassis sobre lagartas - frequentemente chassis de carros de combate obsoletos - com uma superestrutura blindada a protegê-la e à sua guarnição. Muitos dos primeiros projetos consitiam em soluções improvisadas e as lições aprendidas levaram ao desenvolvimento de melhores soluções depois da guerra. Por exemplo, o veículo de artilharia AP britânico Bishop - que entrou em serviço em 1942 - utilizava a peça-obus QF de 25 libras (88 mm), mas montada num reparo que limitava o desempenho da arma. Foi substituído pelo canadiano Sexton, muito mais eficiente.

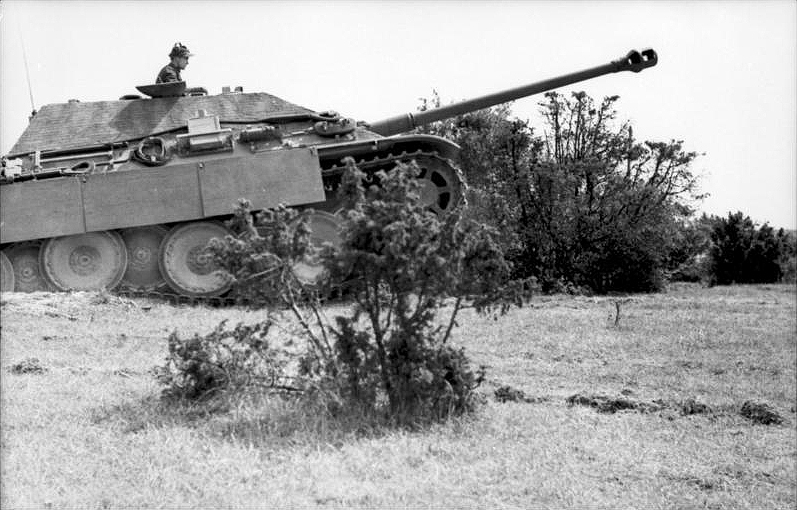
Caça-carro Jagdpanther do Exército Alemão, na Segunda Guerra Mundial.

Os Alemães foram particularmente prolíficos nos seus projetos. Criaram muitos modelos de armas anticarro AP levemente blindadas montadas em chassis de um trator de artilharia francês Lorraine 37L (Marder I), nos seus próprios tanques levesPanzer I e II, que tinha sido considerado mal armado e blindado logo no início da guerra em 1939, mas foi aproveitado seu chassis para uma AP (Panzerjäger I, baseado no Panzer I e Marder II, baseado no Panzer II) e que passaram para controle alemão depois da anexação da Checoslováquia, o Panzer 38(t), que foi considerado incapaz contra o T-34 em 1942 (Marder III, Hetzer). Estes, deram origem aos melhor protegidos caça-tanques, baseados em chassis de carros de combate médios (como o StuG III, baseado no Panzer III, que também foi considerado inadequado em 1942, Jagdpanzer IV, baseado no Panzer IV e o Jagdpanther, baseado no Panther).

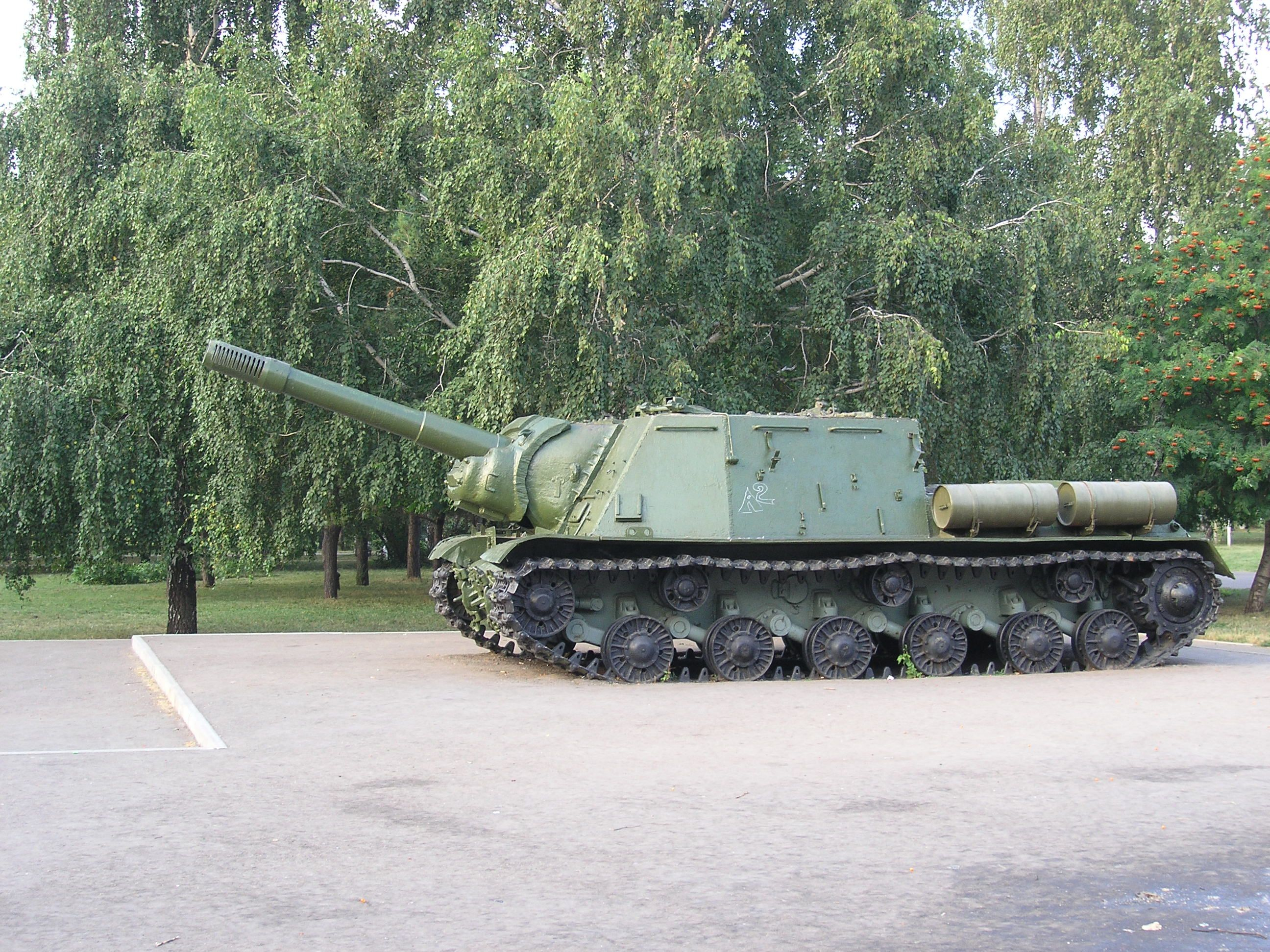
Canhão de assalto de 152 mm ISU-152 do Exército Soviético, na Segunda Guerra Mundial.

Os Soviéticos experimentaram armas AP baseadas em camiões e carros de combate, produzindo algumas peças de 57 mm ZiS-2 montadas em tratores Komsomoletz. Em 1943, produziram o SU-85 e, no final de 1944, o SU-100, nos quais poderosas peças de, respetivamente, 85 mm e 100 mm estavam montadas em chassis modernos com uma proteção blindada completa. Em Relação aos carros de combate em que estavam baseados, aqueles modelos tinham a vantagem de serem de produção relativamente económica e de estarem armados com uma peça de maior calibre. Tinham, no entanto, a desvantagem de ter uma flexibilidade menor.
Os canhões de assalto pesadamente blindados foram projetados para fornecer apoio de fogo direto à infantaria contra as defesas inimigas que a ele se opusessem. Apesar de serem, frequentemente, semelhantes aos caça-carros, dispunham de menor proteção blindada, mas transportavam armas de maior calibre capazes de dispararem poderosas granadas de alto explosivo. O obus de assalto alemão StuH 42 e o soviético ISU-152 são bons exemplos deste tipo de artilharia AP.

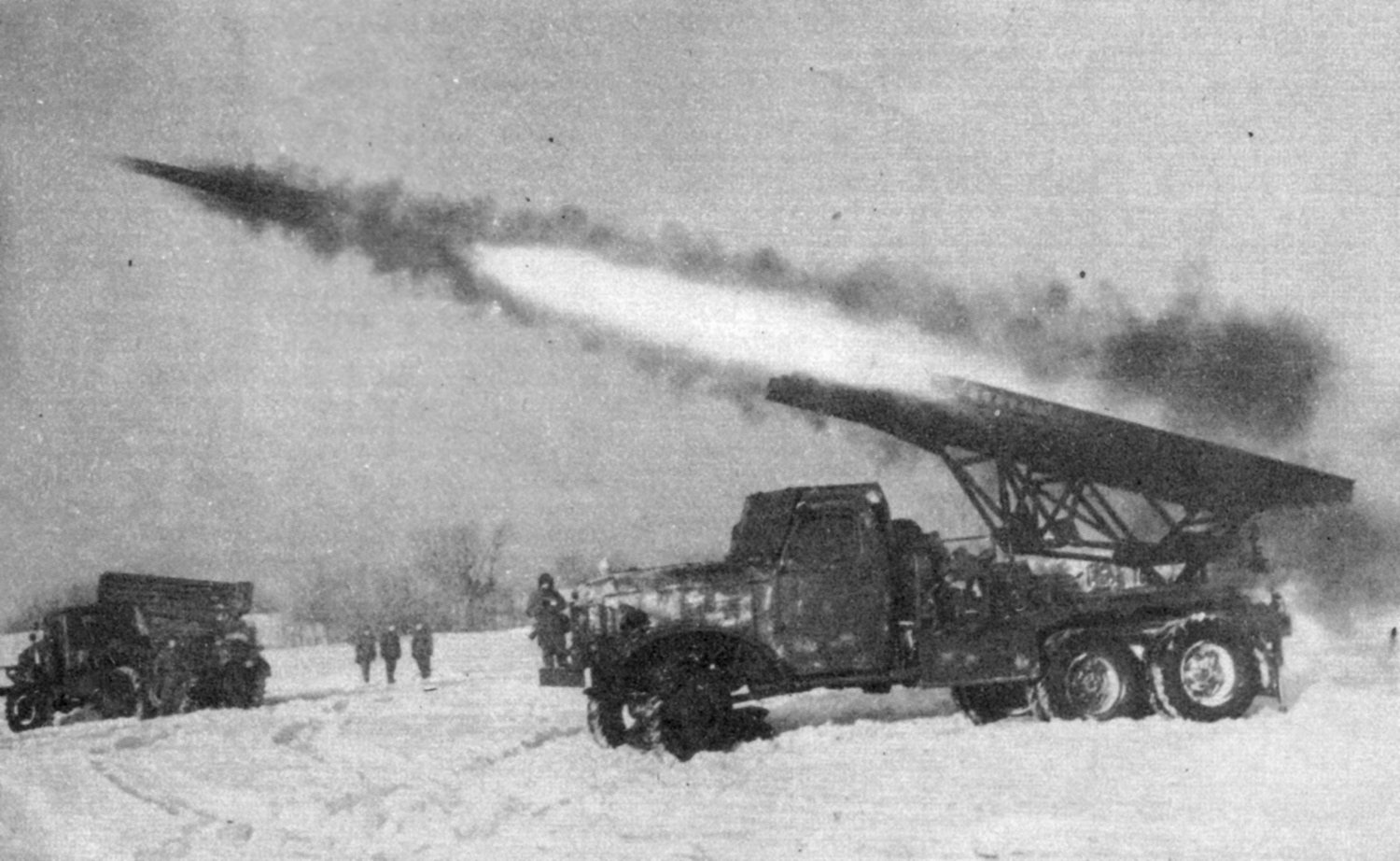
Disparo de um lançador AP de foguetes BM 21 Katyusha do Exército Soviético, na Segunda Guerra Mundial.

Quase todos os principais países participantes da Guerra desenvolveram artilharia AP para fogo indireto que deveriam ser capazes de prestar apoio de fogo geral, mantendo o ritmo de avanço das grandes unidades blindadas. Esta consistia normalmente em veículos levemente blindados com um casco aberto. Exemplos típicos destes eram o obus AP norte-americano M7 Priest, o canadiano Sexton e o alemão Wespe. Um caminho diferente foi desenvolvido pelos Soviéticos, que não desenvolveram um veículo especializado de fogo indireto, mas sim canhões de assalto versáteis, como o ISU-152, com capacidade para fazer também tiro indireto. 
Mas, talvez a mais importante inovação soviética foi o desenvolvimento dos famosos lançadores AP de foguetes mútiplos Katyusha, baseados em camiões não blindados nas traseiras dos quais eram montadas simples rampas de foguetes. Demonstraram ser armas económicas e esmagadoramente eficientes.

### Depois da Guerra
Depois do final da Segunda Guerra Mundial, o canhão de assalto caiu em desuso, sendo as suas funções inteiramente assumidas pelos carros de combate armados com canhões de calibres cada vez maiores. A função de caça-carro tem sido assumida ou pelos próprios carros de combate ou por blindados ligeiros sobre rodas ou sobre lagartas, armados com peças de grande potência (disparando projéteis especiais anticarro) ou com mísseis anticarro.
Já, as plataformas de tiro indireto de artilharia AP obtiveram uma importância crescente, ocupando cada vez mais o lugar da artilharia rebocada, pelos menos ao nível das forças mecanizadas. Hoje em dia, a maioria da artilharia de campanha das grandes unidades de manobra blindadas ou mecanizadas dos exércitos modernos tem como armamento principal os obuses AP.
Normalmente, ao escalão do corpo de exército existem unidades de artilharia de saturação de área, equipadas com lançadores AP de foguetes múltiplos, a maioria dos quais dispõe agoara de proteção blindada, o que permite que sejam colocados cada vez mais próximos da linha da frente.
Depois da Segunda Guerra, destaca-se também o enorme desenvolvimento de outras vertentes da artilharia AP: a artilharia antiaérea (peças AP antiaéreas e lançadores AP de mísseis superfície-ar) e a artilharia estratégica (lançadores AP de mísseis superfície-superfície).

## Modernos sistemas de artilharia autopropulsada

### Peças e obuses de campanha

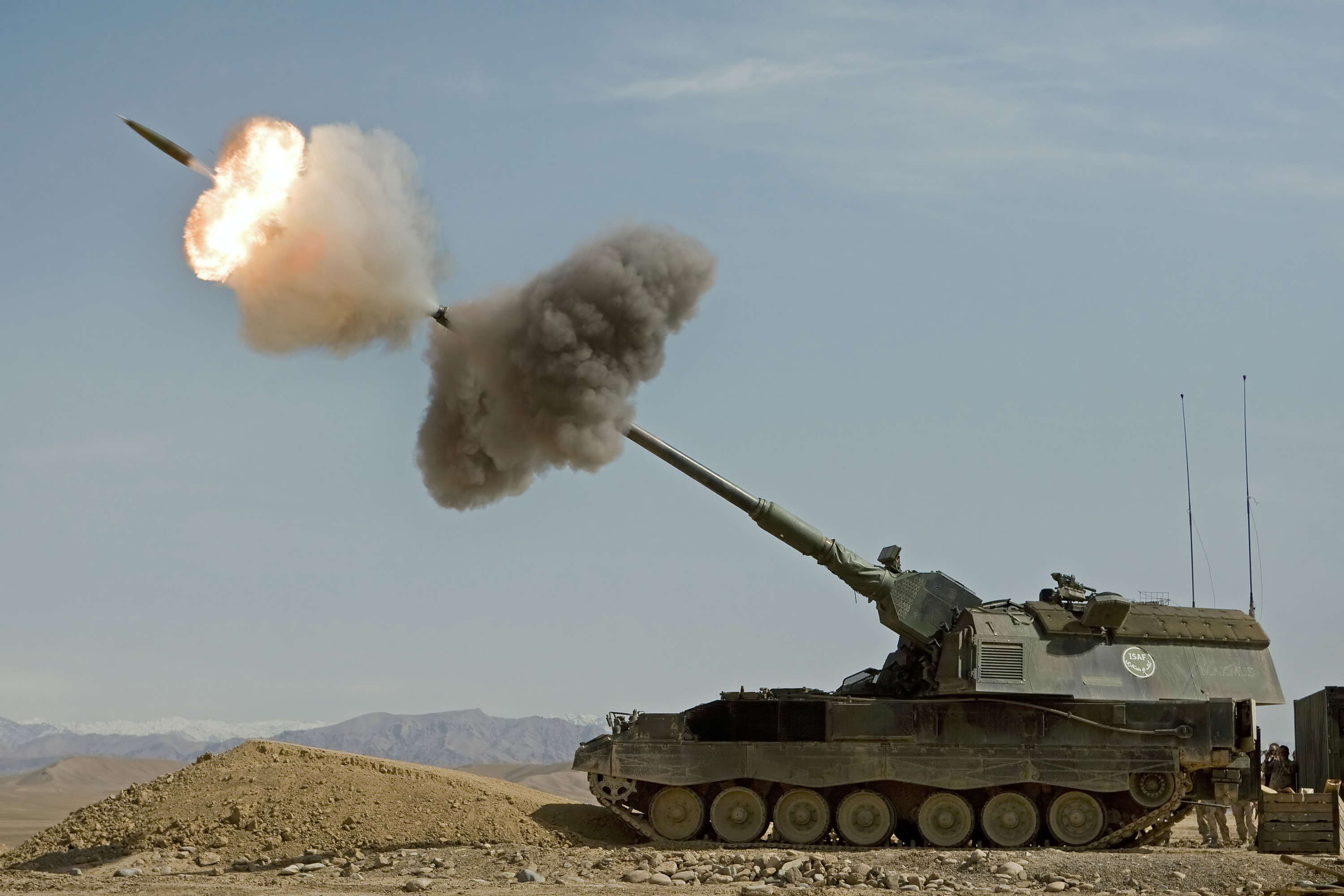
Obus AP lagartas de 155 mm PzH 2000 do Exército Alemão.

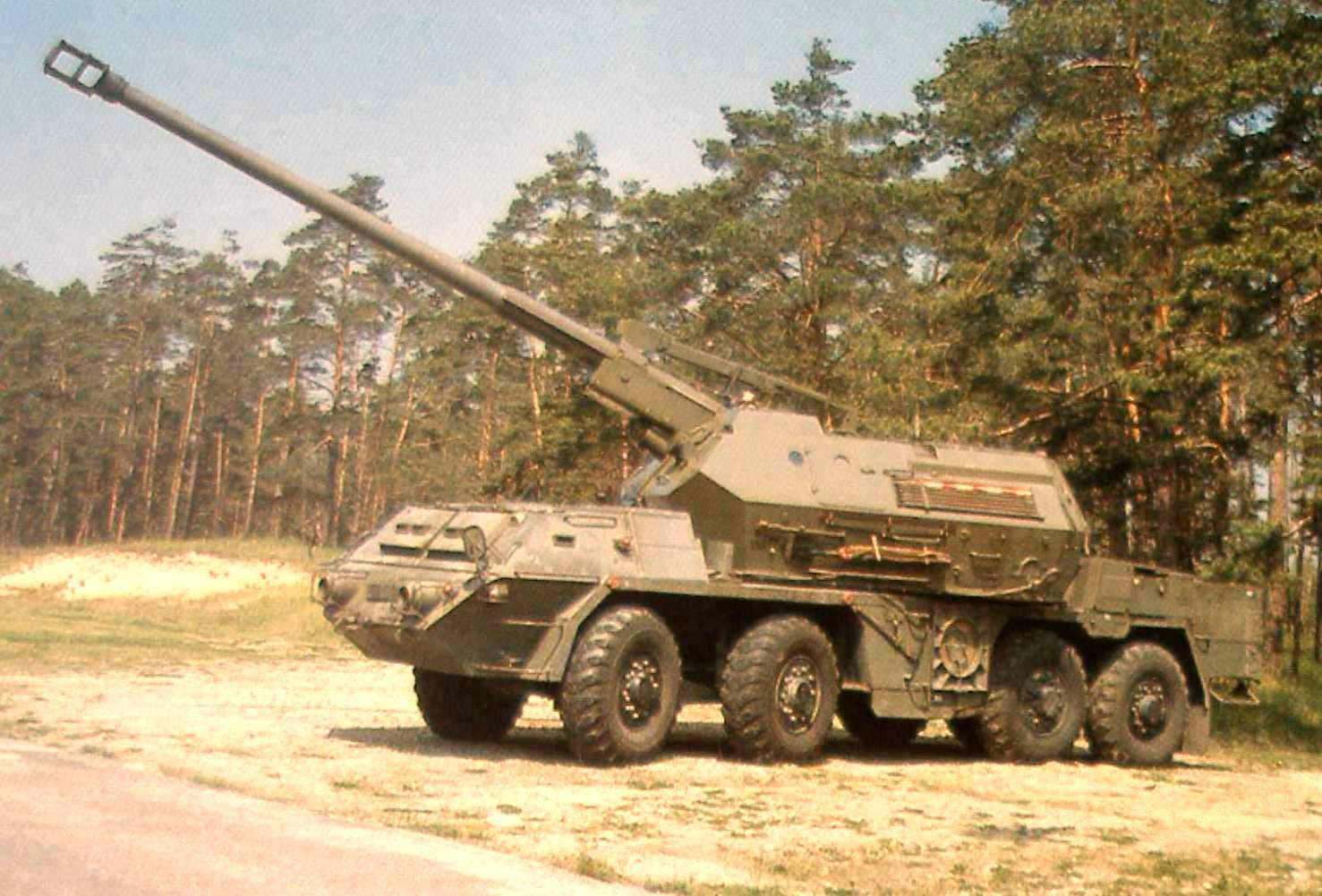
Obus AP rodas de 152 mm SpGH DANA do Exército Eslovaco.

As peças e os obuses autopropulsados são, hoje em dia, o principal armamento da artilharia de campanha dos exércitos modernos. Depois da Segunda Guerra sofreram desenvolvimentos significativos, a maioria dos quais durante a época da Guerra Fria.
Os sistemas modernos de artilharia autopropulsada de campanha são altamente informatizados, com capacidade para análise topográfica das suas posições de tiro, usando sistemas de posicionamento como o GPS e a navegação inercial. Estes sistemas, em conjunto com as comunicações e computadores de cálculo e controlo de tiro, permite que as diversas unidades de tiro se dispersem por uma área ampla, mantendo, no entanto, a capacidade de entregar projéteis no objetivo simultaneamente com as outras unidades de tiro da sua bataria. Estas capacidades também aumentam a capacidade de sobrevivência, uma vez que a artilharia AP de campanha pode mover-se muito mais rapidamente do que no passado para evitar o fogo de contrabataria.
Os modernos sistemas logísticos - nos quais os sistemas de artilharia AP podem efetuar o próprio rastreamento e reporte dos seus níveis e consumos de munições - com sistemas de navegação semelhantes e com capacidades de carga paletizada permitem que o se deslocamento e posicionamento rápido possa ocorrer sem interrupções significativas das missões, uma vez que é possível que a munição acompanhe as bocas de fogo.
Uma moderna bataria de seis bocas de fogo, cada uma disparando 43 kg de projéteis com uma cadência de quatro tiros por minuto, pode entregar mais de 1000 kg de granadas por minuto, durante até quatro minutos. Isto constitui uma enorme potência de fogo que pode ser entregue com uma elevada precisão.
Alguns exemplos de sistemas de artilharia AP de campanha sobre lagartas são os norte-americanos M107 de 175 mm e M109 de 155 mm, o russo 2S2 Akatsiya de 152 mm, o francês AMX AuF1 de 155 mm e o alemão PzH 2000 de 155 mm. Exemplos de sistemas sobre rodas são o checo SpGH DANA de 152 mm, o sul-africano G6 de 155 mm, o sueco ARCHER de 155 mm e o francês CAESAR de 155 mm.

### Canhões e lançadores de mísseis antiaéreos

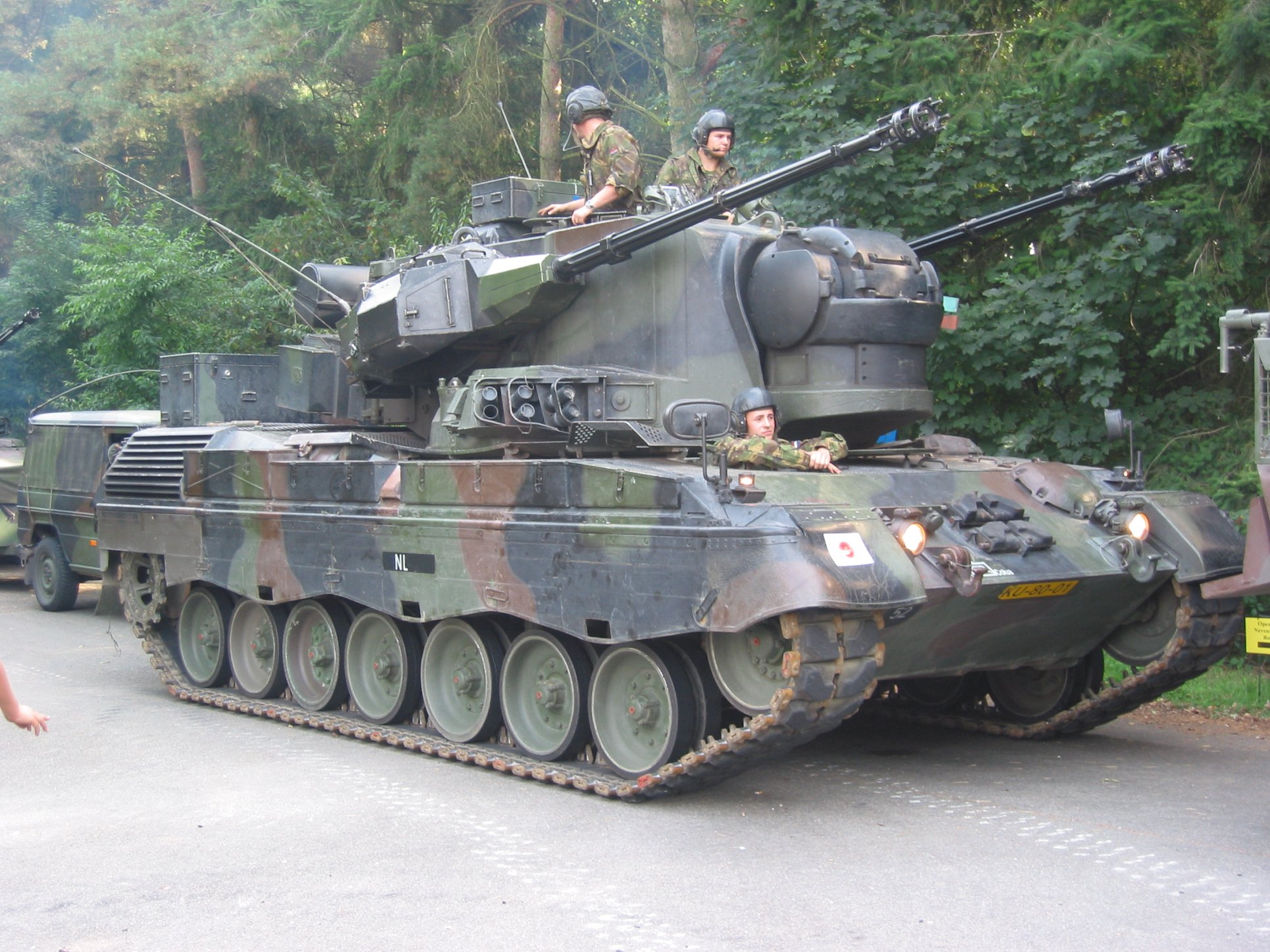
Sistema canhão antiaéreo AP Gepard do Exército Neerlandês.

A maioria da defesa contra aeronaves a baixa e muito baixa altitude (Shorad) dos exércitos modernos baseia-se em sistemas autopropulsados. A mobilidade permitida por este tipo de sistema, permite-lhes acompanhar de perto o movimento das unidades de manobra de carros de combate e de infantaria de cuja defesa antiaérea são responsáveis.
Os sistemas de armas Shorad dividem-se, essencialmente, em canhões automáticos e mísseis superfície-ar (SAM). Os sistemas AP canhão ou míssil são normalmente montados em veículos blindados sobre rodas ou sobre lagartas, baseados em chassis de carros de combate, de blindados ligeiros ou de veículos blindados de transporte de pessoal. No entanto, alguns deles são montados em veículos não blindados, como camiões e veículos todo-o-terreno.
Sobre os veículos, as armas Shorad são normalmente montadas em torres rotativas, que permitem os movimentos horizontais e verticais rápidos necessários para a perseguição de aeronaves deslocando-se a altas velocidades. Nas torres, tanto os canhões como os mísseis estão, normalmente, montados em reparos duplos ou quadruplos.
Exemplos de sistemas míssil AP são o russo 9K37 Buk, o norte-americano M48/MIM-72 Chaparral, o francês Crotale e o alemão LeFlSys. Exemplos de sistemas canhão AP existem o alemão Gepard, o russo ZSU-23-4 e o japonês Tipo 87.
Além dos sistemas Shorad, vários sistemas de defesa contra aeronaves a alta e média altitude (Himad) também são autopropulsados. Os sistemas Himad estão, normalmente, montados em camiões pesados não blindados.

### Lançadores de foguetes e de mísseis superfície-superfície

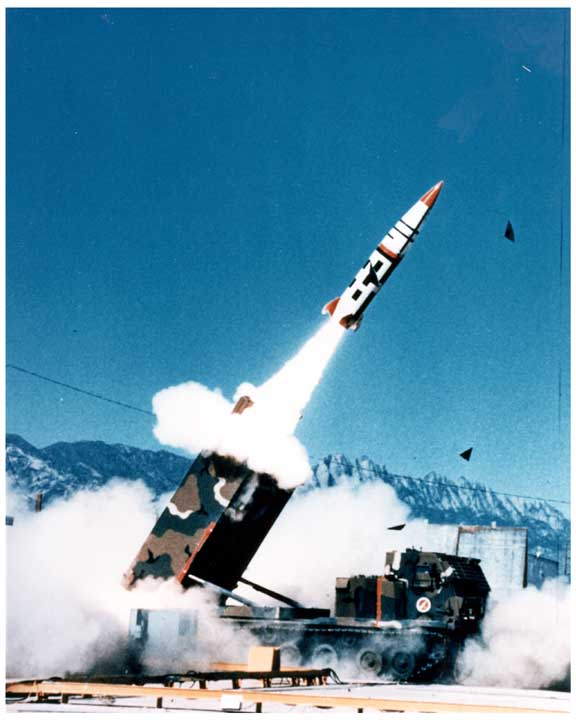
Lançador AP blindado efetuando um disparo de um míssil tático MGM-140 ATACMS do Exército dos EUA.

Os lançadores múltiplos de foguetes formam na artilharia dos exércitos modernos, a vertente de artilharia de saturação de área. Apesar de ter menor precisão que a convencional artilharia de campanha baseada peças e obuses, a artilharia de saturação de área permite obter efeitos psicológicos e destrutivos muito maiores e mais rápidos, uma vez que possui a capacidade de despejar simultaneamente muitas centenas de quilogramas de explosivos sobre o objetivo.
Pela sua natureza, a maioria dos lançadores de foguetes múltiplos é autopropulsada, o que lhes permite serem colocados rapidamente em posição e retirar, logo depois do disparo, para evitar o fogo de contrabataria. Os lançadores AP mais antigos consistiam em simples rampas de lançamento, montadas nas traseiras de camiões não blindados. Muitos dos lançadores modernos, contudo, baseiam-se em veículos blindados sobre rodas ou sobre lagartas, dando-lhes a capacidade de se manterem próximos da linha da frente, mantendo-se protegidos contra, pelo menos, o fogo de armas ligeiras.
Alguns exemplos atuais de lançadores AP múltiplos de foguetes não blindados são o russo BM-21 Grad, o argentino SLAM Pampero e o sul-africano Valkiri. Exemplos de lançadores blindados são o brasileiro ASTROS II, o norte-americano M270 MLRS e o checo RM-70.
Com maior alcance do que os foguetes e capazes de serem guiados, existem os mísseis balísticos táticos e de teatro. Estes constituem uma gama dos mísseis superfície-superfície, com alcances típicos entre os 300 km e os 3500 km, que se destinam a ser empregues pelos exércitos no campo de batalha. Este tipos de mísseis destina-se a bater objetivos estratégicos situados atrás das linhas inimigas, como bases, infraestruturas de comunicações, zonas de concentração e centros de comando. Para isso transportam diversos tipos de ogivas que incluem as convencionais de alto-explosivo, as químicas, as biológicas e as nucleares.
Os lançadores dos mísseis táticos e de teatro são normalmente autopropulsados, com mobilidade suficiente para serem rapidamente colocados em posição de tiro e para a sua sobrevivência ser assegurada. Os veículos lançadores baseiam-se, na moiria dos caso, em camiões pesados não blindados. Contudo, existem alguns veículos lançadores blindados tanto sobre rodas como sobre lagartas.
Exemplos de mísseis táticos modernos são o russo R-17 Elbrus (designado "Scud B" pela OTAN) e o norte-americano MGM-140 ATACMS. De entre os mísseis de teatro destacam-se o russo 9K720 Iskander e o chinês B-611.

### Morteiros

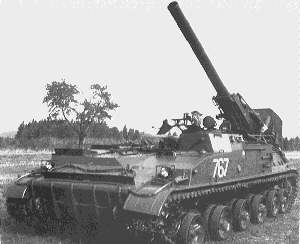
Morteiro AP de 240 mm 2S4 Tyulpan do Exército Russo.

Além dos veículos blindados que utilizam pequenos morteiros de fumos como arma auxiliar de defesa imediata contra a infantaria, existem diversos veículos porta-morteiros em que o morteiro constitui o seu armamento principal. Alguns destes veículos transportam apenas o morteiro, que precisa de ser desmontado para disparar. Já outros sistemas constituem verdadeiros morteiros autopropulsados, nos quais o morteiro pode fazer tiro a partir do próprio veículo. Estes sistemas baseiam-se normalmente em veículos blindados de transporte de pessoal, sobre rodas ou sobre lagartas, que, além de moverem o morteiro ainda lhe oferecem proteção blindada a si e à sua guarnição. Outros morteiros AP baseiam-se em chassis de carros de combate.
Exemplos notáveis de morteiros AP baseados em chassis de carros de combate, desenvolvidos depois da Segunda Guerra Mundial são o israelita Makmat de 160 mm, o russo 2S4 Tyulpan de 240 mm e o sueco-finlandês AMOS bitubo de 120 mm. Além destes, quase todos os modelos de veículos blindados de transporte de pessoal possuem versões porta-morteiros, a maioria das quais armadas com morteiros de 80 mm, de 107 mm ou de 120 mm.
Hoje em dia, os morteiros AP são essencialmente empregues pelas subunidades de apoio de combate das unidades de carros de combate e de infantaria mecanizada. A excepção são alguns morteiros mais pesados que são empregues pela artilharia.